# Estanislao de Kostka Aguiló
Estanislao de Kostka Aguiló y Aguiló (Palma de Mallorca, 1859-Palma de Mallorca, 1917) fue un bibliotecario, archivero, bibliófilo, historiador y escritor español.

## Biografía
Nacido el 13 de noviembre de 1859 en Palma de Mallorca, era hijo del poeta y prosista Tomás Aguiló y de Francisca Aguiló Fuster, hermana de Marian Aguiló y Fuster. Era un experto bibliófilo. Licenciado en Derecho en 1879 en la Universidad de Valencia, ingresó en 1886 en el Cuerpo de Archiveros, siendo destinado al Archivo General del Reino de Mallorca, bajo las órdenes de Quadrado. En 1893 fue destinado al Archivo de la Delegación de Hacienda de la isla de Mallorca y de allí, tras la muerte de Quadrado, pasó de nuevo al anterior archivo. En 1899 marchó a París a estudiar en sus archivos las relaciones entre Francia y el antiguo reino de Mallorca. En 1902 fue nombrado sucesor en la Biblioteca Provincial de Palma de Bartomeu Muntaner. Fue presidente de la Sociedad Arqueológica Luliana desde 1889 a 1917 y en el Butlletí de esta entidad publicó durante treinta y tres años sus estudios históricos y literarios. Colaboró, además, en el Museo Balear, L'Almudayna, Butlletí del Centre Excursionista, Revista de Menorca, Revista de Bibliografía Catalana, Revue d'Etudes Juives y La Veu del Montserrat. Aguiló, que fue una autoridad en arqueología, bibliografía, paleografía e historia de Mallorca, falleció el 9 de enero de 1917 en su ciudad natal. Donó su colección de libros a la Sociedad Arqueológica Luliana.

## Obras
- Fra Anselm Tureda. Apuntes bibliográficos.—Palma, Imp. de la Viuda e Hijos de Gelabert, 1885: 46 pp.[2]
- Colección de Leyes Suntuarias decretadas por las autoridades superiores del antiguo reino de Mallorca desde 1384 a 1790.—Palma, Imp. de Felipe Guasp, 1889;  218 pp.[2]
- Colecció de Imatges y Xilografíes antigues de la Imprenta de Can Guasp.—Mallorca, 1894-1900; 556 hojas.[2]